# ريجينالد هودلين
ريجينالد هودلين (بالإنجليزية: Reginald Hudlin) (و. 1961  م) هو مخرج أفلام، وكاتب سيناريو، ومنتج أفلام أمريكي، ولد في سنترفيل.

## التعليم
تعلم في جامعة هارفارد.

## وصلات خارجية
- ريجينالد هودلين على موقع IMDb (الإنجليزية)
- ريجينالد هودلين على موقع ألو سيني (الفرنسية)
- ريجينالد هودلين على موقع أول موفي (الإنجليزية)
- ريجينالد هودلين على موقع قاعدة بيانات الأفلام السويدية (السويدية)
- ريجينالد هودلين على موقع إن إن دي بي (الإنجليزية)
- ريجينالد هودلين على موقع قاعدة بيانات الفيلم (الإنجليزية)
- ريجينالد هودلين على موقع كينوبويسك (الروسية)